# Rhododendron tashiroi
Rhododendron tashiroi är en ljungväxtart som beskrevs av Carl Maximowicz. Rhododendron tashiroi ingår i släktet rododendron, och familjen ljungväxter. Utöver nominatformen finns också underarten R. t. lasiophyllum.

## Bildgalleri

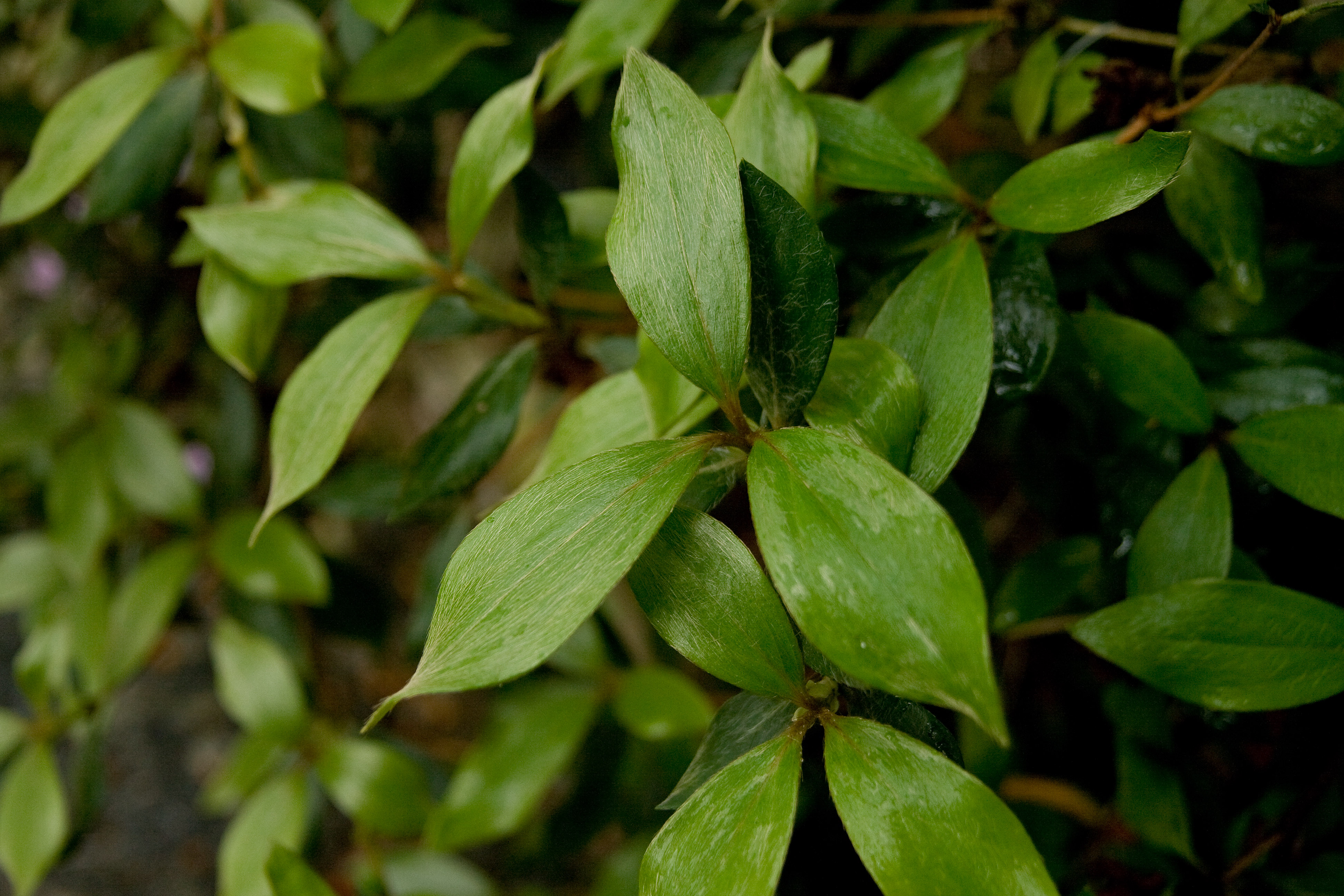
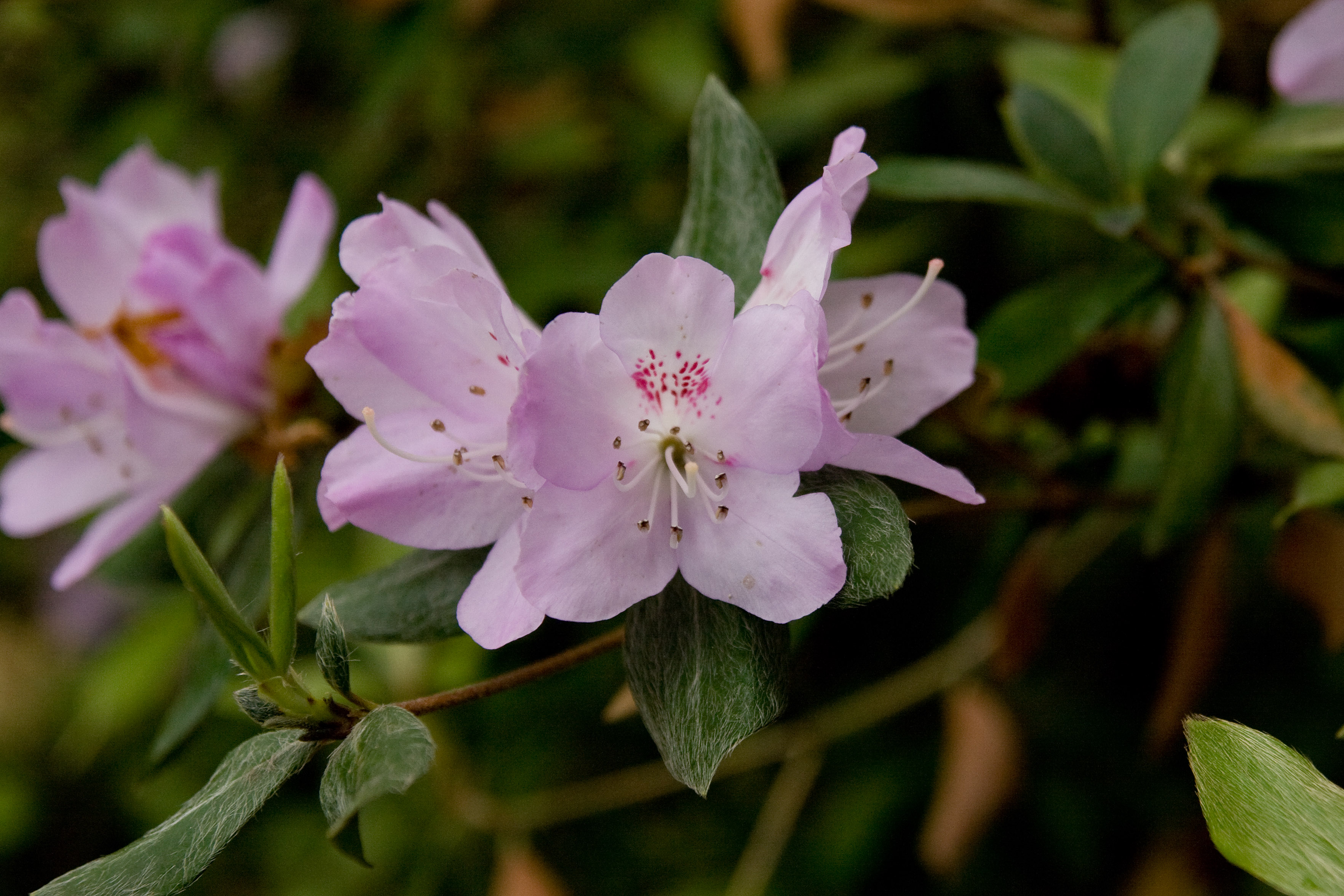